# Tomás Correia de Oliveira
Tomás Correia de Oliveira (* 12. Dezember 1956 in Vaniria, Euquisi, Lautém, Portugiesisch-Timor; † 2. September 2020 in Dili, Osttimor), Kampfname Oli Lemorai, war ein osttimoresischer Freiheitskämpfer und Beamter.

## Werdegang
Oliveira wurde im Osten des Landes als Ältester von sechs Söhnen von Norberto da Costa und Inan Maria da Costa geboren. Tomás besuchte ab 1962 die Grundschule in Laivai und von 1964 bis 1965 die Schule in Lospalos.
Mit Ausbruch des Bürgerkrieges trat Oliveira, als Mitglied der FRETILIN, am 20. August 1975 der neugegründeten FALINTIL bei und wurde Zugführer 3. Grades. Dem Bürgerkrieg folgte der Guerillakrieg gegen die indonesischen Invasoren. Ab dem 1. Januar 1979 war Oliveira Zugführer 2. Grades und ab dem 1. Januar 1993 gehörte er dem Exekutivkomitee des bewaffneten Kampfes (Commite Excutivo da Luta) an. Vom 15. September 1998 bis zum 25. Oktober 1999 war er Politischer Assistent der Region 1 des CNRT. Mit dem Abzug der Indonesier wurde die FALINTIL demobilisiert und Oliveira kehrte am 30. April 2000 nach 24 Jahren in das Zivilleben zurück.
Oliveira trat 2001 in den Dienst des Staatssekretariats für soziale Solidarität ein, das später zum Sozialministerium wurde. Als Beamter war er vor allem mit der Versorgung der Veteranen des Unabhängigkeitskrieges betraut. 2020 verstarb Oliveira im Hospital Nacional Guido Valadares (HNGV).
Oliveira war mit Juvita da Costa verheiratet und hatte mit ihr sieben Kinder.

## Ehrungen
Am 15. Dezember 2012 erhielt Oliveira den Ordem da Guerrilha (1. Grad) und am 28. November 2018 den Ordem Nicolau Lobato. Er wurde auf dem Heldenfriedhof in Metinaro beerdigt.